# Nicky Evrard
Nicky Evrard (Zottegem, 26 mei 1995) is een Belgische doelvrouw die van 2017-2019 uitkwam voor FC Twente, daarna OH Leuven. In juli 2023 maakte ze de overstap naar de Engelse topclub Chelsea dat speelt in de hoogste klasse van het Engelse vrouwenvoetbal, waarna ze in september van datzelfde jaar op uitleenbasis de overstap naar Brighton & Hove Albion WFC maakte. Sinds 2024 komt Evrard weer uit in Nederland voor PSV.

## Clubcarrière
Evrard begon haar carrière bij de jongensploegen van Racing Strijpen en SK Munkzwalm. 
Tijdens het seizoen 2011/12 trok ze naar Cercle Melle, waarmee ze in het seizoen 2012/13 kampioen speelde in tweede nationale. Datzelfde jaar werd Cercle Melle ongevormd tot KAA Gent Ladies. Het seizoen 2016/17 won ze met Gent de Beker van België.
Op 17 mei 2017 kondigde ze aan dat ze Gent ruilde voor het Nederlandse FC Twente. Op 7 maart 2023 raakte bekend dat Evrard voor Chelsea LFC gaat spelen . In het seizoen 2023/24 werd ze door Chelsea voor één jaar uitgeleend aan Brighton & Hove Albion WFC.
In 2024 verliet Evrard Chelsea en  stapte ze over naar PSV. In haar debuutseizoen eindigde ze met de Eindhovense club op de tweede plaats en won ze de Eredivisie Cup. Evrard was daarnaast de minst gepasseerde keepster van de Eredivisie. Op 18 augustus 2025 verlengde Evrard haar contract bij PSV tot medio 2028.

## Interlandcarrière
Van 2009 tot en met april 2013 was Evrard actief bij de nationale jeugdelftallen. Op 2 juni 2013 werd ze, voor een vriendschappelijke wedstrijd tegen Oekraïne, voor het eerst opgesteld bij het Belgisch voetbalelftal.
Evrard maakte ook deel uit van de selectie van de Red Flames tijdens het Europees kampioenschap voetbal vrouwen 2017. 
Evrard was de eerste keuze als doelvrouw  voor de UEFA Women's Euro 2022-campagne van België in Engeland. Ze was van vitaal belang voor hun kwalificatie voor de kwartfinales, ondanks het feit dat ze niet tot de favorieten in hun groep behoorden. Ze redde beide penalty's die ze in de groepsfase tegen kreeg, één tegen IJsland en één tegen Frankrijk.
In 2025 maakte Evrard onderdeel uit van de Belgische selectie op het EK 2025. Ze was tweede keepster op het toernooi achter Lisa Lichtfus.

## Palmares
- 2012 - 2013: Kampioen 2e klasse
- 2015: Sparkle voor beste doelvrouw
- 2016 - 2017: Beker van België
- 2022: Gouden Schoen